# Tre poesie della lirica giapponese
Le Tre poesie della lirica giapponese (titolo originale Trois poésies de la lyrique japonaise) sono tre brani per voce e pianoforte, o orchestra da camera, composte da Igor' Fëdorovič Stravinskij tra il 1912 e il 1913. Il testo è nella traduzione russa di A. Brandt; esiste anche una versione in francese a cura di Maurice Delage.

## Storia
Durante il periodo estivo del 1912 Stravinskij, leggendo un'antica raccolta di hai kai, brevi componimenti poetici giapponesi, ne rimase fortemente impressionato per l'analogia che queste poesie presentavano con la raffinata arte delle stampe giapponesi; il musicista ammirava soprattutto la purezza delle linee e i dettagli del paesaggio nettamente tracciati presenti in queste opere d'arte dove la prospettiva era volutamente messa in disparte. Egli decise quindi di realizzare qualcosa di analogo in musica. Il compositore utilizzò il testo in versione russa semplicemente per motivi di metrica musicale, poiché la poesia russa ammetteva soltanto l'accento tonico. La prima di queste liriche fu scritta a Ustyluh tra il 6 e il 19 ottobre 1912, parallelamente al lavoro de La sagra della primavera. L'otto dicembre Stravinskij si recò a Berlino per ascoltare il Pierrot Lunaire su invito dello stesso Arnold Schönberg; a quell'epoca il musicista aveva già iniziato a scrivere la seconda lirica che terminò il 18 dicembre in Svizzera a Clarens. La terza ed ultima fu composta tra il 9 e il 22 gennaio 1913 sempre a Clarens. La prima esecuzione, nella versione con orchestra da camera, avvenne a Parigi il 14 gennaio 1914 alla Salle Gaveau con Galina Nikitina come interprete.

## Testi
I tre brani portano il nome del poeta che li ha scritti:
- Akahito (Yamabe no Akahito)

  Scendiamo in giardino;

  volevo mostrarti i fiori bianchi.

  Cade la neve...

  Son tutti fiori o neve bianca?
- Mazatsumi (Minamoto no Masazumi)

  Arriva aprile.

  Spezzando il ghiaccio

  della loro scorza saltellano

  gioiose nel ruscelletto

  le onde schiumose.

  Esse vogliono essere i primi fiori bianchi

  della gioiosa primavera.
- Tsaraïuki ( Ki no Tsarayuki)

  Cosa si intravede così bianco in lontananza?

  Si direbbero nubi, ovunque tra le colline;

  i ciliegi in fiore festeggiano finalmente

  l'arrivo della primavera.

## Analisi
Mentre Stravinskij scriveva la Sagra, componendo queste tre liriche sembra aver voluto creare un contraltare al tema primaverile che è al centro  del suo capolavoro. Nella Sagra della primavera il rinnovamento vitale della stagione esplode con una potenza primitiva, quasi un rito magico pagano crudele ed inesorabile. Nelle tre liriche tutto è soffuso di candore, dalla neve ai fiori bianchi alle onde schiumose del ruscello; vi dominano la quiete e la grazia. Musicalmente all'aspra politonalità e al ritmo implacabile, alla potenza dei blocchi sonori, corrisponde un disegno musicale essenziale, cristallino, di poche ricercate linee proprio come nelle stampe giapponesi ammirate dal compositore; la prospettiva musicale, costituita essenzialmente dal ritmo, è qui, al pari delle stampe, messa in disparte eliminando ogni espressione dinamica. Come scrive Roman Vlad: "rispetto alla Sagra le Liriche appaiono come delle schegge di un immenso bolide disintegrato". L'aver ascoltato il Pierrot Lunaire durante la composizione e l'esserne rimasto impressionato, certamente influenzarono Stravinskij. L'aspetto contrappuntistico, l'uso dei timbri strumentali e l'espressività ne svelano infatti un avvicinamento non trascurabile; l'aver preferito l'impiego di una piccola orchestra da camera al pianoforte ci riporta poi ad una compagine strumentale simile a quella utilizzata da Schönberg nella sua opera.

## Organico
Voce (preferibilmente soprano), due flauti, due clarinetti, due violini, viola, violoncello, pianoforte.